# 康延孝
康延孝（9世纪—926年），923—926年间名为李绍琛，中国五代十国时期后梁和后唐将领。因他于923年叛梁投唐，并对唐帝李存勖献计，说服李存勖突袭后梁都城大梁，导致了后梁的灭亡，他因而受赏并被赐名李绍琛。在后来后唐灭前蜀的战事中，他亦有大功。但在前蜀灭亡后，李存勖杀大将郭崇韬和李继麟（朱友谦），李绍琛害怕，决意反叛，但被败杀。

## 家世及叛投后梁
康延孝是代北人，本为河东军卒。后因有罪，逃到宣武军。虽然史书没有给出他叛逃的时间，但《旧五代史》以地区名称宣武军为汴梁，暗示此事发生在河东、宣武分别为敌对的权势军阀李克用、朱全忠所统治的唐朝将亡之际。朱全忠夺位建立后梁，成为其开国之君后，康延孝从队长开始，积劳升至部校。朱全忠之子朱瑱继业后，他颇立军功。

## 再叛投后唐
龙德三年（923年），朱瑱命北面招讨使段凝准备大举进攻后梁的大敌，即河东一带军事集团的继承者、在李克用已新近称帝的儿子李存勖统治下的后唐。康延孝被任为右先锋指挥使。康延孝认为朱瑱过度倚重腐败的核心官员，必将招致灭亡，因而秘密给李存勖的大将和养兄天平军节度使李嗣源写信，请求投降。李嗣源寻求告知李存勖，麾下范延光主动请行，把康延孝的蜡丸书信藏在怀里，西行交给庄宗，说现在康延孝虽有降意，但围攻杨刘的梁军很多，未可图，不如在马家口筑垒以通汶阳。李存勖采纳。八月，康延孝率百余骑降唐，先见到枢密使郭崇韬，郭崇韬请他入卧室，尽知梁军虚实。康延孝再与李存勖见于朝城。李存勖解下自己的锦袍玉带赐予康延孝，以为捧日军使兼南面招讨指挥使、检校司空，领博州刺史。
李存勖屏退左右询问康延孝，康延孝揭露后梁政府为朱瑱近臣姐夫租庸使、户部尚书赵岩和亡妻张德妃的兄弟张汉鼎、张汉杰和堂兄弟张汉伦、张汉融影响。他还对李存勖揭示段凝有一个雄心勃勃的兵分四路的攻打后唐的计划，约定于十月实行，意图夺回后梁往年被后唐前身晋国夺去的领地：
1. 泽州刺史董璋引陕虢、泽潞兵，从石会关进军太原；
2. 镇国军留后霍彦威以汝、洛兵从相卫、邢洺入侵镇定；
3. 宣义节度使王彦章、都监张汉杰以禁军攻郓州（先前于当年四月为李嗣源所夺）；
4. 段凝本人和诸军排陈使杜晏球以大军对抗李存勖。[9][10]

李存勖闻言忧心。九月，宣徽使李绍宏建议和后梁和谈，用天平军（军部在郓州）换回卫州和黎阳，两国以黄河为界。康延孝指出后梁计划的弱点：分割了后梁的军力，使得王彦章、张汉杰的军队尤其易受攻击。他建议当后梁准备实行计划时，李存勖分兵铁骑五千和李嗣源会师郓州，日夜兼程直取后梁没有防守的都城大梁，不出十天天下可定。在枢密使郭崇韬赞同下，李存勖壮康延孝之谋，同意了。
当月，后梁开始发动进攻之际，李存勖渡过黄河，与李嗣源会师于郓州。他们在中都对抗王彦章、张汉杰，败俘二人。李存勖起初对直取大梁之举犹豫了，大多数将领都劝他先夺取后梁沿岸诸镇。但康延孝坚持最初攻打大梁的计划，在李嗣源赞同下，李存勖同意了，直趋大梁。因段凝的四路出击计划，大梁没有防御，朱瑱为此震惊。后唐军逼近，朱瑱绝望自杀，后梁亡。后梁所有领地投降后唐，为后唐所并。李存勖为嘉奖康延孝，授检校太保，任为郑州防御使，赐姓李，改名绍琛（或误作继琛）。次年二月，李存勖又任他为保义军节度使。

## 参与灭前蜀
同光三年（925年）九月，李存勖对西南邻国前蜀发起大举进攻，以子魏王李继岌为西川四面行营都统，为名义统帅，郭崇韬为东北面行营都招讨制置等使，为实际统帅。任李绍琛为蕃汉马步军都排陈斩斫使兼马步军都指挥使。十月，李绍琛和被任为西川管内招抚使的客省使李严率骁骑三千、步兵万人为前锋。李绍琛在后梁龙德年间的从事赵莹这时也在李绍琛手下，李绍琛留他监修金天神祠。领禁军的宋彦筠也以所部随李绍琛出征。
李绍琛、李严率军五千为先锋，先驱阁道，或说降，或以军队威胁，大军未及，所在都投降：李绍琛很快到故镇，攻打前蜀的威武城，迫其投降；指挥使唐景思、吴铎、王权思部下兵四百投降。其军吏邹彦禋、都指挥使李璠见城池危险刚出城，回来投降，李绍琛认为他们最初无降意，皆诛之。掠威武城粮二十万斛，纵蜀败兵万余人，倍道奔秦州。郭崇韬令李严、李绍琛先驰书檄以谕前蜀凤州节度使王承捷，得李绍琛捷报，麾兵大进，唐大军到凤州后王承捷果然以城降，唐得兵八千、军储四十万。李继岌到故镇时，李绍琛到长举，兴州都指挥使程奉琏率所部兵五百叛降，且先修好桥等待唐军，兴州刺史王承鉴弃城走，李绍琛攻取兴州。前蜀以随驾清道指挥使王宗勋、王宗俨、兼侍中王宗昱并为招讨使率步骑大军三万（《新五代史·李继岌传》作五千）反攻，与李绍琛遭遇，在三泉被李绍琛、李严以三千骑击溃而逃，被斩首五千级。李绍琛昼夜兼行直趋利州，正在利州的前蜀皇帝王衍奔归西川，断吉柏津浮桥而去，前蜀大将中书令、判六军诸卫事王宗弼也弃城而逃。昭武军节度使（治利州）林思谔亦先弃城奔阆州。李绍琛修吉柏津浮桥，进军绵州，蜀军弃城时烧毁了仓库民居，又断了绵江上的桥梁。李绍琛认为需要尽快向前蜀都城成都进军，不给王衍喘息和思考的余地，故只带骑兵乘马渡河，渡河者才一千人，而淹死者也达千余人。李绍琛进取汉州。三天后，后军才跟上。
此时，王宗弼有意投降后唐以自救。他在成都劫持王衍和前蜀宗室，与在汉州的李严联络，以王衍名义送牛酒提出投降：只要李司空（李严）来，就举城纳款。李严去成都查明投降将至，建议郭崇韬和李继岌也前往。李绍琛因而停在汉州八日等候李、郭。王宗弼也赶到，表达了投降之意。然后他们同去成都，王衍正式投降，前蜀亡。后唐控制其地。

## 反叛及身亡
尽管李绍琛此战有大功且官在以右厢马步都虞候从征的邠宁节度使董璋之上，但郭崇韬与董璋关系更近，在安抚蜀地时多和董璋商议军事。李绍琛不悦，几次公然非难董璋，一次还威胁要寻事由以军法杀董璋。董璋诉于郭崇韬，郭崇韬表董璋为东川节度使，解军职（使得李绍琛无法以军法为难董璋）。李绍琛以为凭自己立下的军功应得东川节度使，进一步被激怒，去见郭崇韬，表面上推荐工部尚书任圜为东川节度使。郭崇韬怒答：“李绍琛反了吗，敢违背我的节度？”李绍琛恐惧而退。
但不久，郭崇韬本人也陷入李存勖及其妻刘皇后的深切怀疑之中，他们怀疑他将造反自据前蜀之地，尽管李存勖因没有证据，犹豫着没有对郭崇韬不利，刘皇后却亲自写了教令，命李继岌杀郭崇韬。李继岌照办了。李绍琛与以行营左厢马步使从征的感化节度使毛璋责董璋：“公现在还能依靠谁！”董璋俯首哀求得免。随后李存勖又处死郭崇韬的盟友河中节度使、尚书令李继麟（前名朱友谦）、皇弟保大节度使睦王李存乂。郭崇韬、李继麟之死导致军队士气低落，李绍琛虽然和郭崇韬不亲近，也被震撼。而当李存勖杀李继麟家人时，命董璋杀李继麟之子、从征前蜀的武信军节度使朱令德，而没派李绍琛。当时李绍琛正率一万二千人为班师回都城洛阳的李继岌殿后，行经武连，闻讯愈发大惊，生了疑心。李绍琛的部下多有李继麟旧部河中兵，河中将焦武等哀悼李继麟，又因李继麟被杀后部下如刺史史武等也多被杀，担心自己也会死。他们劝李绍琛采取行动。董璋经过李绍琛的军队，不谒见。李绍琛更怒，决定反叛。当大军到泥溪时，他到剑州，自称西川节度使、三川制置等使、奉诏代替李存勖所任且已在成都的孟知祥，以八千劲兵回攻西川，三天内就招到五万蜀人。
李继岌闻讯，夜半命中使李廷安召已代郭崇韬领军的任圜，哭着说：“绍琛负恩，非尚书不能制。”即署任圜为招讨副使。李继岌上表奏明康延孝作乱事，停驻利州，命任圜为副招讨使攻李绍琛。董璋率兵二万屯绵州，会合任圜讨李绍琛。庄宗遣中使崔延琛去成都，崔延琛遇到李绍琛军，骗他说：“吾奉诏召孟郎，公若缓兵，自当得蜀。”到了成都，劝孟知祥做战守准备。孟知祥挖壕沟、立寨栅，被监军焦彦宾说服，召董璋协力讨李绍琛，并派马步都指挥使李仁罕、马军右骁锐第一指挥使李延厚、马军都指挥使潘仁嗣、牙军指挥使李廷珪等会合任圜、董璋对抗李绍琛。李绍琛轻敌，因为任圜是文官，尤其轻视任圜。但任圜却用招讨掌书记张砺之计，让董璋率弱兵在前，交战时故意退去，以伏兵打败了追来的李绍琛，斩首数千，迫使他退回汉州防守。当时李存勖遭遇邺都兵变却不能平定，恐慌下连派中使内臣张汉宾等催促李继岌班师，但因李绍琛据汉州，李继岌中军都随任圜进军讨伐，李继岌滞留利州不能东归。潘仁嗣连破李绍琛数寨。汉州没有城堑，只有树木为栅，被任圜火烧。李绍琛战任圜及都指挥使梁汉颙、一行马步都虞候沈赟等于金雁桥，被西川马步军都指挥使赵廷隐率兵所破，与十余骑奔绵竹，被赵廷隐都将何建崇追上擒获。任圜上奏擒获康延孝。康延孝部下都指挥使李肇、侯弘实及数千兵都为孟知祥所得。孟知祥亲自去汉州犒军，与任圜、董璋置酒高会，李绍琛也被押回汉州，孟知祥将他置于槛车中带上酒席，问：“公已经做了节度使，平蜀又有大功，为什么怕不能富贵，还把自己弄进了槛车，像邓艾一样，深可痛惜，谁能同情你！”亲自倒酒给他喝。李绍琛答：“郭侍中佐命功第一，兵不血刃取两川，却无罪被族诛；像我李绍琛这样的怎么保全首级！所以不敢回朝。”李绍琛被交给李继岌，李继岌继续班师。李存勖正要亲自东征变军，伶官景进提出康延孝初平，王氏族党不少，一旦东征可能生变，李存勖就派中使向延嗣带诏书前去杀害王衍一行。李存勖在不久后死于洛阳的興教門之變时，向延嗣继续奉其命去李继岌处，下令处死李绍琛。监军李从袭已闻洛阳有变，故意留下李绍琛的性命，想抹杀任圜之功。任圜未决，张砺对他说：“此贼构乱导致班师延迟，且明公血战擒贼，怎能违诏养祸，这是破槛放虎，自贻其咎啊。公若不决，我亲自杀此贼。”任圜不得已，在凤翔诛杀李绍琛。复本名康延孝。明宗并以平康延孝之功加任圜为中书侍郎。
康延孝的部下将他的首级藏在怀里，埋在昭应县百姓陈晖家的地里。天成初年，康延孝的儿子把它挖出来带走。